# Педру Мендіш (футболіст, 1979)
Педру Мігел да Сілва Мендіш (порт. Pedro Miguel da Silva Mendes; нар. 26 лютого 1979, Гімарайш, Португалія) — португальський футболіст, що грав на позиції півзахисника. Виступав національну збірну Португалії.
Чемпіон Португалії. Володар Кубка Англії. Чемпіон Шотландії. Володар Кубка Шотландії. Переможець Ліги чемпіонів УЄФА.

## Клубна кар'єра
Вихованець футбольної школи клубу «Віторія» (Гімарайнш). У дорослому футболі дебютував 1998 року виступами за команду цього ж клубу. У сезоні 1998—1999 на правах оренди грав за «Фелгейраш».
Згодом з 2003 по 2008 рік грав у складі команд клубів «Порту», «Тоттенгем Готспур» та «Портсмут». Протягом цих років виборов титул чемпіона Португалії, ставав володарем Кубка Англії, переможцем Ліги чемпіонів УЄФА.
2008 року уклав контракт з клубом «Рейнджерс», у складі якого провів наступні два роки своєї кар'єри гравця. За цей час додав до переліку своїх трофеїв титул чемпіона Шотландії.
Протягом 2010—2011 років захищав кольори команди клубу «Спортінг».
Завершив професійну ігрову кар'єру у клубі «Віторія» (Гімарайнш), у складі якого вже виступав раніше. Прийшов до команди 2011 року, захищав її кольори до припинення виступів на професійному рівні у 2012.

## Виступи за збірну
2002 року дебютував в офіційних матчах у складі національної збірної Португалії. Протягом кар'єри у національній команді, яка тривала 9 років, провів у формі головної команди країни лише 12 матчів.
У складі збірної був учасником чемпіонату світу 2010 року у ПАР.

## Досягнення
- Чемпіон Португалії:

«Порту»: 2003-04
- Володар Суперкубка Португалії:

«Порту»: 2003
- Володар Кубка Англії:

«Портсмут»: 2007-08
- Чемпіон Шотландії:

«Рейнджерс»: 2008-09
- Володар Кубка Шотландії:

«Рейнджерс»: 2008-09
- Переможець Ліги чемпіонів УЄФА:

«Порту»: 2003-04